# Waco Indijanci
Waco (Hueco), ogranak Wichita Indijanaca, srodni Tawakonima, s rijeke Brazos u Teksasu, u blizini današnjeg grada Waco. Potomci im danas žive u Oklahomi.

## Ime
Ime Waco ili Hueco dolazi prema Alexander Lesseru i Gene Weltfishu (1932), iz Wehiko, krnjim nazivom za México, danom njima zbog stalnih ratova s Meksikancima. Isti autoriteti navode da su bili dio Tawakona baz nezavisnih sela, ali su se kasnije odvojili. Bollaert (1850) Wacose naziva Gentlemen Indijancima.

## Povijest
Smatra se da su Waco Indijanci isprva živjeli u Oklahomi, a njihova rana populacija mogla je iznositi oko 500. Ovdje na Canadianu nalazi ih 1719. La Harpe, i naziva Honecha ili Houecha. Jean Baptiste Bénard de la Harpe i Chevalier de Beaurain smatraju ih dijelom Touacara, plemenom koje je identično Tawakonima. Joseph-Nicolas De l'Isle na svojoj mapi naziva ih Quainco. U kasnom 18. stoljeću oni se nalaze u području Brazosa gdje imaju jedno ili dva sela. 
Donje selo Mezières zove Quiscat, ili El Quiscat, po svoj prilici, po vrhovnom poglavici, a gornje je nazivano je Flechazo, a stanovnici Flechazos. Ova sela moguće da su i od Tawakona, zna se da su se nalazila nedaleko današnjeg Wacoa. Morfi (Hist. Tex., ca. 1782, MS.), kaže, Hodge sumnja u njegovu pogrešku, da je to selo Kichai i Yscani Indijanaca. 
Oko 1824, prema Stephen F. Austinu, glavno Waco selo ima 33 kuće od trave i oko 100 muškaraca. Pola milje od njega drugo je selo s 15 isto takvih kuća. Waco su tada imali zasađenih 200 akara kukuruza zaštićenih ogradom od granja. 
Wacoi su uključeni u ugovore koje SAD 1835., 1846. i 1872. imaju s Wichitima. Godine 1872. otvara se rezervat za plemena Wichita, Waco, Tawakoni i Kichai. Od 1902 postaju građani SAD-a. Danas ova četiri plemena žive pod kolektivnim imenom Wichita and Affiliated Tribes u Oklahomi, a svih zajedno 2000. ih ime 2,000.

## Život i običaji
Waco Indijanci pripadaju kulturnom krugu Wichita, a svi su članovi porodice Caddoan. Wichite Tawakoni i Waco Indijanci karakteristični su po svojim slamnatim nastambama oblika pčelinje košnice, 20 do 25 stopa (6 do 7,5 m) visoke, tzv. 'grass houses'. Kultura Waco Indijanaca pripada preriji a kombinirali su uzgoj kukuruza, graha i tikava s lovom na bizone, u koji su odlazili nastupom zime, napuštajući svoja agrikulturna sela. Slobodan tradicionalni život ovog plemena završava 1859. njihovim progonom u Oklahomu. 

## Vanjske poveznice
- The Waco Indians or Hueco Indians
- Waco Indian Tribe
- Waco Indians